# Neosita australiana
La neosita australiana (Daphoenositta chrysoptera) és una espècie d'ocell de la família dels neosítids (Neosittidae) que habita boscos, matolls i ciutats de la major part d'Austràlia.